# Autorité monétaire des îles Caïmans
L'Autorité monétaire des Îles Caïmans (en anglais : Cayman Islands Monetary Authority, CIMA) est le premier régulateur des services financiers des Îles Caïmans.
Le CIMA gère la monnaie des Îles Caïmans, régule et supervise les services financiers, offre son assistance aux autorités régulatrices d'autres pays et conseille le gouvernement des Îles Caïmans pour les questions de régulation des services financiers.
Il s'agit d'une société créée en vertu de la loi relative à l'autorité monétaire des îles Caïmanes (révision de 2013).

## Fonctions
Fondée en 1987 pour remplacer le Cayman Islands Currency Board (CICA), l'Autorité monétaire des îles Caïmans a quatre fonctions principales. D'abord monétaire par l'émission et le rachat de la monnaie des îles Caïmans et la gestion des réserves monétaires. Elle se charge également de la réglementation et de la supervision des services financiers, du contrôle du respect de la réglementation sur le blanchiment d'argent, de la publication d'un manuel de réglementation sur les politiques et les procédures et de la publication de règles et de déclarations de principe et d'orientations. Elle fournit une assistance aux autorités de régulation étrangères, y compris l'exécution de protocoles d'accord pour aider à la supervision consolidée. Enfin, elle conseille le gouvernement sur des questions monétaires, réglementaires et de coopération.
Parmi les obligations de la CIMA figurent l'exigences d'agir dans le meilleur intérêt économique des îles Caïmans et de promouvoir et maintenir un système financier sain. Elle doit utiliser ses ressources de la manière la plus efficace et la plus économique possible en tenant compte des principes généralement acceptés de bonne gouvernance d'entreprise. L'Autorité s'efforce de promouvoir et de renforcer la confiance du marché, la protection des consommateurs et la réputation des îles Caïmans en tant que centre financier et de réduire la possibilité d'utiliser les services financiers pour le blanchiment d'argent ou d'autres crimes. Elle a le devoir de reconnaître le caractère international des services ou marchés financiers et la nécessité d'être compétitif pour les consommateurs et les fournisseurs tout en se conformant aux normes internationales appropriées et pertinentes. Enfin, la loi l'oblige à imposer une charge ou une restriction proportionnelle au avantages escomptés par l'entité visée et à admettre qu'il est souhaitable de faciliter l'innovation dans le secteur des services financiers afin d'être transparent et équitable.

## Divisions
La CIMA mène ses activités quotidiennes par l'intermédiaire de ses divisions et du bureau du directeur général. Toutes les divisions et sections fonctionnent conformément au Manuel de réglementation de la CIMA.

### Division de la lutte contre le blanchiment d'argent
La Division de la lutte contre le blanchiment d'argent (Anti-Money Laundering Division - AML) est chargée de développer et de mettre en œuvre la stratégie de surveillance et de réglementation en matière de lutte contre le blanchiment d'argent et le financement du terrorisme, tout en assurant un fonctionnement efficace qui respecte les normes internationales.

### Division de la surveillance bancaire
La division de la surveillance bancaire promeut et maintient un système financier sain en surveillant les activités des titulaires de licences grâce à une approche intégrée de la surveillance et en assurant la conformité avec les lois, règlements, règles et déclarations d'orientation réglementaires et avec le régime de lutte contre le blanchiment d'argent des îles Caïmans.

### Division de la conformité
Les principales responsabilités de la Division de la conformité sont d'enquêter sur les infractions graves aux lois réglementaires et diriger et administrer les mesures d'exécution formelles prises par la CIMA, d'effectuer des contrôles de diligence raisonnable pondérés en fonction des risques sur les personnes qui ont demandé à agir en tant que dirigeants d'entités agréées et d'administrer et répondre aux demandes d'assistance reçues des autorités réglementaires étrangères.

### Division des opérations monétaire
La CIMA, par l'intermédiaire de sa division des opérations monétaires, est la seule autorité d'émission de la monnaie des îles Caïmans. Elle est responsable de l'émission, de la réémission et du retrait des billets et pièces en circulation aux îles Caïmans, en traitant avec les banques locales. Elle gère également la vente et le rachat des pièces numismatiques aux collectionneurs locaux et étrangers.

### Division des services fiduciaires
L'objectif de la division des services fiduciaires est de promouvoir et de maintenir un système financier sain en surveillant les activités des titulaires de licence par une supervision intégrée et en veillant à l'application de pratiques prudentes par les professionnels des secteurs des fiducies et des entreprises, conformément aux lois.